# Carlos Soto Sandoval
Carlos Fredy Soto Sandoval (Temuco, Chile, 10 de noviembre de 1959) es un exfutbolista chileno.

## Biografía
Se inició en las divisiones inferiores de Ñublense, en donde estuvo hasta la temporada 1982. Para la temporada siguiente, formó parte de Palestino, para luego ser transferido a Colo-Colo, en donde formó parte del plantel que logró la Copa Chile 1985. 
Luego de un segundo paso por Palestino, en donde logró el subcampeonato de la Primera División de 1986, se trasladó al fútbol mexicano, en donde defendió las camisetas de Tampico Madero y Querétaro, donde compartió camarín con su compatriota Mariano Puyol. 
Regresó al fútbol chileno en 1991, para defender los colores de Universidad de Chile, transformándose en uno de los tantos jugadores que defendieron las camisetas de los dos equipos más grandes del fútbol chileno.  Luego de un tercer paso por Palestino, en 1993 defendió la camiseta de Deportes Antofagasta, para luego defender por 3 temporadas los colores de Regional Atacama. En el conjunto atacameño, jugó en el partido en que Colo-Colo logró su mayor goleada histórica,  cuando el 37 de agosto de 1995 venció a conjunto albirrojo por 10:0 en un partido válido por el campeonato de primera división de 1995.
Luego del descenso de primera división a fines de la temporada 1996,  en 1997 vistió los colores de Magallanes en la Primera B, en lo que fue su última temporada como futbolista profesional.

## Selección Chilena
Jugó dos amistosos por la Selección chilena de fútbol en 1987 ante Perú en Lima.

#### Partidos internacionales
| 1     | 19 de julio de 1987 | Estadio Nacional, Lima, Perú | Perú       | 1-3 | Chile | Anotado |  | Orlando Aravena | Amistoso |
| 2     | 21 de julio de 1987 | Estadio Nacional, Lima, Perú | Perú       | 2-0 | Chile |         |  | Orlando Aravena | Amistoso |
| Total | Total               | Total                        | Presencias | 2   | Goles | 1       |  |                 |          |

| Selección chilena | Selección chilena | Selección chilena |
| Año               | Partidos          | Goles             |
| ----------------- | ----------------- | ----------------- |
| 1987              | 2                 | 1                 |
| Total             | 2                 | 1                 |

## Clubes
| Club                 | País   | Año       |
| -------------------- | ------ | --------- |
| Ñublense             | Chile  | 1977-1982 |
| Palestino            | Chile  | 1983      |
| Colo-Colo            | Chile  | 1984-1985 |
| Palestino            | Chile  | 1986-1987 |
| Tampico Madero       | México | 1987-1990 |
| Querétaro            | México | 1990-1991 |
| Universidad de Chile | Chile  | 1991      |
| Palestino            | Chile  | 1992      |
| Deportes Antofagasta | Chile  | 1993      |
| Regional Atacama     | Chile  | 1994-1996 |
| Magallanes           | Chile  | 1997      |

## Palmarés
| Título     | Club      | País  | Año  |
| ---------- | --------- | ----- | ---- |
| Copa Chile | Colo-Colo | Chile | 1985 |